# Sarobides rufescens
Sarobides rufescens là một loài bướm đêm trong họ Noctuidae.